# Sibylle von Erythrai

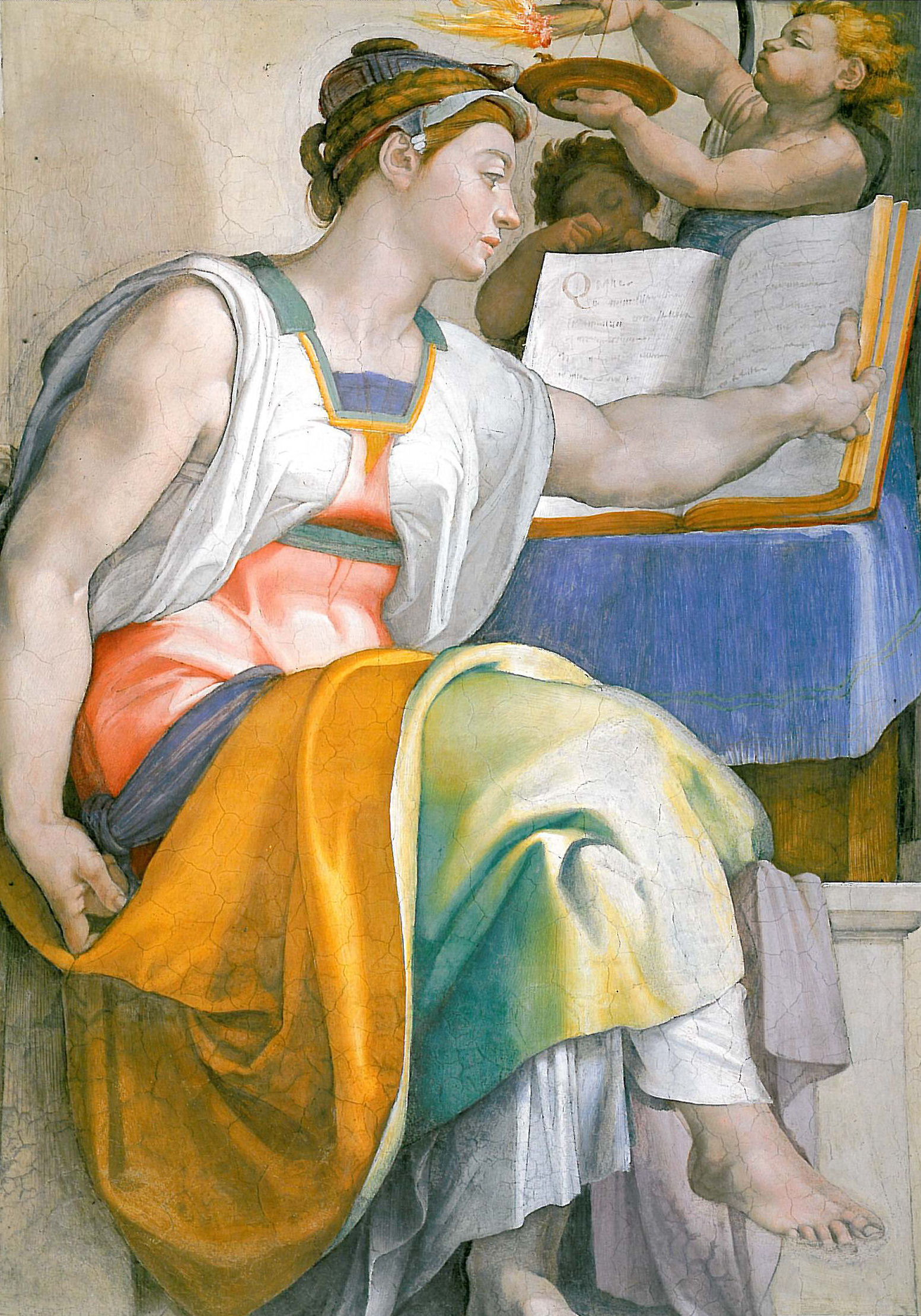
Michelangelo, Die Erythraeische Sibylle in der Sixtinischen Kapelle

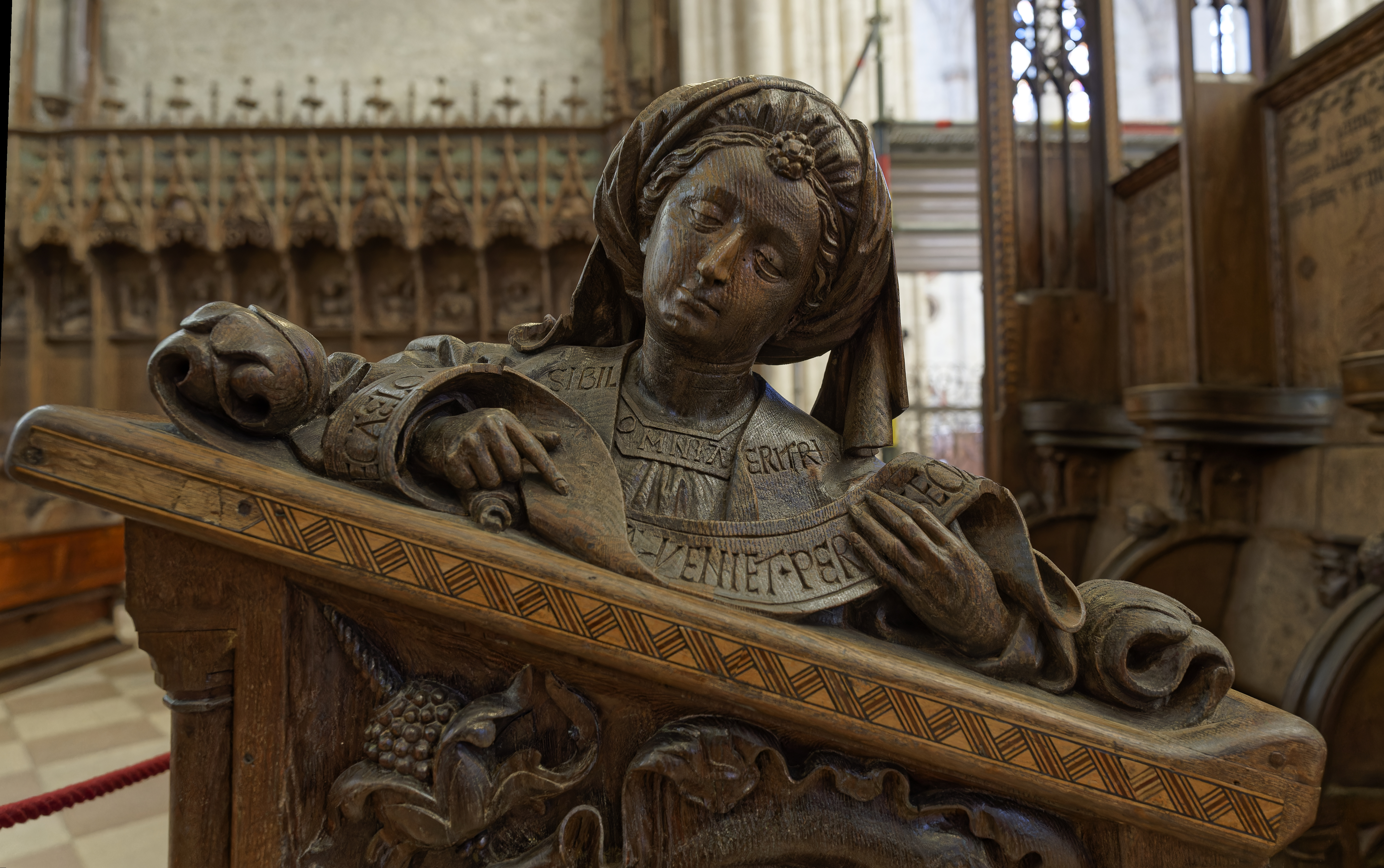
Erythraeische Sibylle, Ulmer Münster

Die Erythraeische Sibylle ist eine der nach Varro, einem römischen Historiker des 1. Jahrhunderts v. Chr., von Lactantius unterschiedenen zehn Sibyllen, die jeweils mit einem geographischen Epitheton versehen sind.
Nachfolgend wird sie als die Seherin aus Erythrai an der ionischen Küste verstanden, die angeblich den Fall Trojas geweissagt haben soll. Neben der Tiburtinischen Sibylle war sie im Mittelalter bei Gelehrten und im Volk die bekannteste pagane Seherin. Ihr wurden „uralte“ Warnungen vor einem „Weltgericht“ (Apokalypse) zugeschrieben.
Der Ort des Orakels der Erythraeischen Sibylle war antiker Legende nach Erythrai in Kleinasien. Außer zuvor bei Tacitus findet sich jedoch in anderen erhaltenen Quellen der griechischen und römischen Antike kaum ein direkter Hinweis auf eine Sibylle besonders an diesem Ort.
In Anlehnung an Augustinus von Hippo verstand das christliche Mittelalter die Erythraeische Sibylle als eine den Propheten gleichzustellende pagane Verkünderin eines Gottesgerichts (Apokalypse). Diese Sicht beruhte insbesondere auf einem bei diesem Kirchenlehrer des 4. Jahrhunderts zu findenden „Zitat“ mit dieser Sibylle zugeschriebenen apokalyptischen Worten. In der Renaissance wurde dagegen eher ihre allgemein angenommene prophetische Gotteserwartung hervorgehoben.
In der Kunst der Gotik wird die Erythraeische Sibylle oft in Anlehnung an die Auflistung nach Varro als eine in einer Reihe von Sibyllen dargestellt, häufig zusammen mit einer oft gleichen Anzahl von Propheten des Alten Testaments. In den zahlreichen Gruppendarstellungen von Sibyllen findet sich fast immer eine namentlich bezeichnete Erythraeische Sibylle oder sie ist durch ein von ihr gehaltenes Spruchband oder Buchseiten mit Teilen des ihr zugeschriebenen Zitats erkennbar. Darstellungen einer einzelnen Sibylle in der Gotik, vor allem im Umfeld von Szenen des Weltgerichts, werden oft als Erythraeische Sibylle gedeutet, zumal ihre „Worte“ in dieser Zeit auch Aufbau und Verständnis der Totenmesse beeinflusst hatten und ihre Figur auch (in der Regel als einzige der Sibyllen) in volkstümlichen Geistlichen Spielen auftrat.
Die Renaissance stellte den apokalyptischen Charakter dieser Sibylle eher in den Hintergrund und betonte mehr allgemein ihr „Prophetentum“. Ihre heute wohl bekannteste bildliche Darstellung nicht nur aus dieser Epoche ist die Erythrae unter den fünf Sibyllen des Michelangelo im Fresko an der Decke der Sixtinischen Kapelle.
Unter zahlreichen Darstellungen der Erythraeischen Sibylle findet man sie an folgenden Orten:
- bei Capua ein romanisches Fresko in der Kirche Sant’Angelo in Formis, nahe einer Szene des Weltgerichtes;
- im Dom von Siena zeigt ein Fußboden-Mosaik einen Bildzyklus verschiedener Sibyllen, darunter auch die Erythraeische.
- Rom, Kirche Santa Maria del Popolo, als eine von vier Sibyllen von Pinturicchio.

Unter den zehn gotischen Halb-Plastiken im Chorgestühl des Ulmer Münsters ist keine der Sibyllen direkt als Erythraeische Sibylle bezeichnet, jedoch findet sich der gesamte Text ihrer Worte dort als Tafel.